# 罗马之劫 (410年)
公元410年8月24日，西哥特人在其国王亚拉里克一世的带领下洗劫了罗马。当时，罗马不再是西羅馬帝國的首都，羅馬帝國早在286年就已遷都至梅蒂奧拉努，402年又遷都至拉文納。然而，罗马城仍然保持着“永恒之城”和帝国精神中心的至高地位。此次洗劫是近800年来罗马第一次落入外敌之手。410年羅馬洗劫被看作是罗马帝国的衰落的一个重要标志。